# 珍珠泉管委会
珍珠泉管委会，是中华人民共和国江苏省南京市浦口区下辖的一个类似乡级单位。

## 行政区划
珍珠泉管委会下辖以下地区：
珍珠泉社区。